# النواحي السفلى (عبس)

تعديل مصدري - تعديل

النواحي السفلى هي إحدى قرى عزلة مطولة بمديرية عبس التابعة لمحافظة حجة، بلغ تعداد سكانها 168 نسمة حسب تعداد اليمن لعام 2004.